# María Virginia Estenssoro
María Virginia Estenssoro (La Paz, 2 de julio de 1902-Sāo Paulo, 1970) fue una escritora boliviana. 

## Biografía

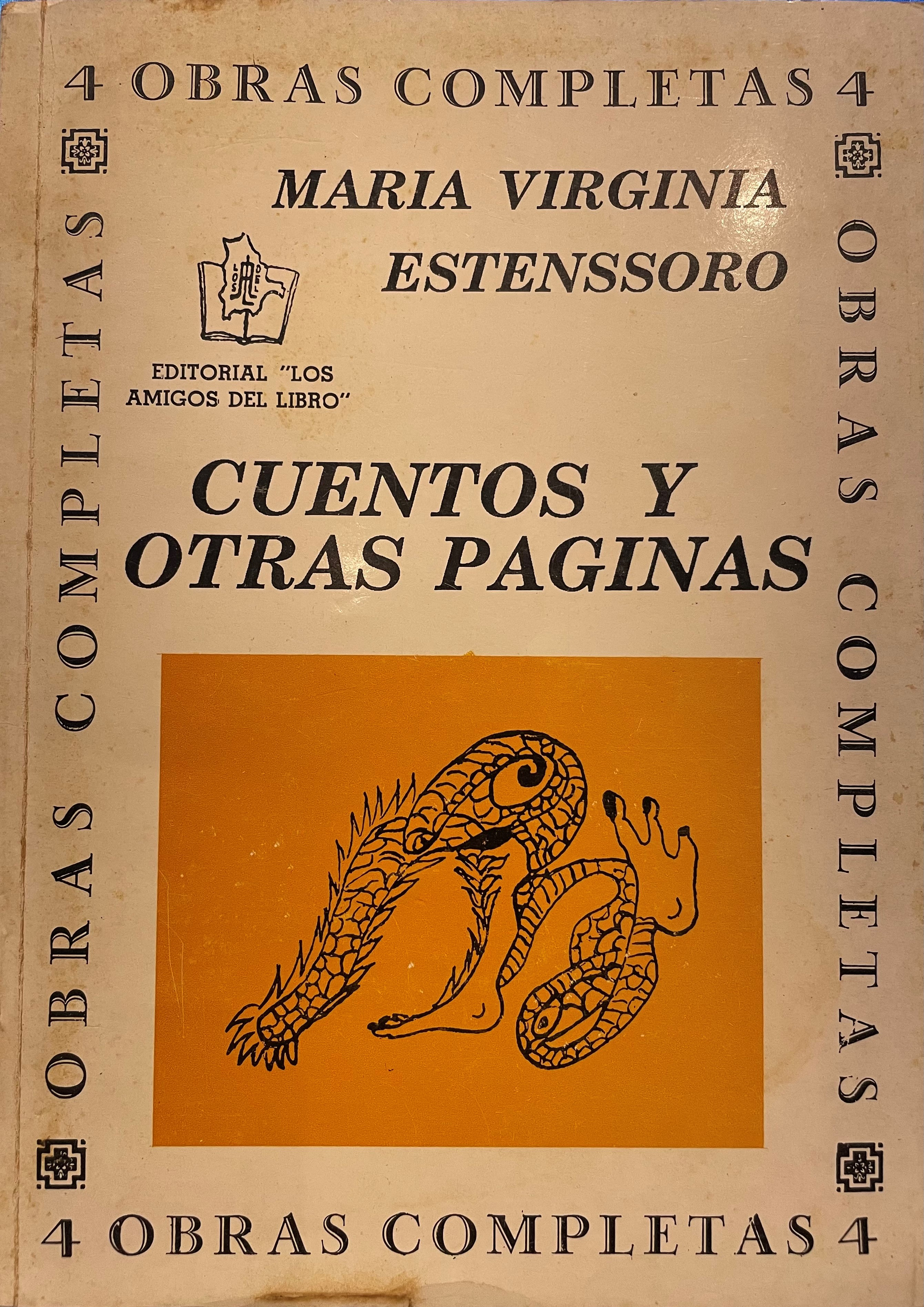
Portada "Cuentos y Otras Páginas", 1988

Nació el 2 de julio en La Paz, sus padres fueron Alfredo Estenssoro Rivero y María de la O. Romecín Martínez. Vivió su adolescencia en Tarija y realizó su primer viaje fuera de Bolivia en 1920 a la ciudad de Concepción, en Chile. 
Su presencia, dicen aquellos que la conocían, no pasaba desapercibida: era “un volcán en erupción”, una mujer de voz profunda y varonil que gustaba de desafiar a la sociedad conservadora de su época, que fumaba en público cuando pocas mujeres se atrevían a hacerlo y que usaba un maquillaje pronunciado. A su regreso a Bolivia empezó una relación con Enrique Ruiz Barragán que duró aproximadamente de 1933 a 1936. Tras la muerte de Ruiz Barragán se casó con el escultor Andrés Cusicanqui. 
Inició su camino como escritora boliviana en la revista Gaceta de Bolivia, integró el Ateneo Femenino,fue directora literaria de la revista Cielos de Bolivia, docente de la materia "Historia de la música" en el Conservatorio Nacional de Música, y Directora de la Biblioteca del Congreso Nacional.
Su primera obra se publicó en 1937 titulada El occiso (1937) un volumen de tres relatos dedicado a la memoria de Enrique Ruiz Barragán, quien falleció de manera trágica. El Occiso se agotó casi de inmediato pero principalmente por el escándalo que provocó en la sociedad de esa época. La obra planteaba una relación amorosa fuera del matrimonio y del aborto voluntario de la narradora, quizá la autora haya intuido lo que se le venía encima cuando escribió en el epígrafe “Este libro es una crucifixión y un inri”.
En 1957 abandona Bolivia para radicar en Sao Paulo, Brasil, donde pasa los últimos años de sus vida.
Virginia Estenssoro cultivó tanto la novela como la poesía con diferentes estilos. Puso duros temas en sus novelas frente a dulces e ideales poesías. Después del escándalo de El Occiso no publica ningún otro libro en vida, pero sus hijos: Guido Vallentsits Estenssoro e Irene Cusicanqui Estenssoro, después de la muerte de su madre (septiembre de 1970), reeditaron este libro y dieron a conocer cuatro tomos con sus cuentos, poemas y otros textos inéditos.
Entre sus obras publicadas se tiene: El Occiso -1937, Ego Inútil - 1971, Memorias de Villa Rosa - 1976 y Cuentos y Otras Páginas - 1976.
Actualmente se la considera parte de las voces femeninas del movimiento vanguardista boliviano entre las que están la orureña Hilda Mundy y la paceña Yolanda Bedregal.